# El gat
El gat (títol original en anglès: The Cat in the Hat) és l'adaptació de 2003 del clàssic de la literatura infantíl escrit pel Dr. Seuss (el mateix autor d'El Grinch), que va publicar El gat al barret el 1957. Va ser produït per Brian Grazer i dirigida per Bo Welch, i les estrelles, Mike Myers al paper del gat i Dakota Fanning com Sally. El germà de Sally, que no surt al llibre, es troba en aquesta versió com "Conrad" i és interpretat per Spencer Breslin. Ha estat doblada al català.

## Argument
Sally (Dakota Fanning), una nena de comportament massa madur per a la seva edat, i Conrad (Spencer Breslin), un nen busca-problemes enutjós i entremaliat, han acabat amb la paciència de la seva mare soltera, Joan Walden (Kelly Preston). Les entremaliadures de Conrad han fet que la seva mare estigui pensant seriosament el suggeriment del seu veí i pretendent Lawrence Quinn (Alec Baldwin), un fracassat que fingeix ser reeixit, d'enviar-lo a una acadèmia militar.
La mare tracta de mantenir la pau a la llar i alhora desenvolupa amb èxit una carrera en una agència immobiliària dirigida pel germanòfob Sr. Humberfloob (Sean Hayes). Aquell dia Joan ha d'organitzar una festa d'empresa a casa seva, i li diu a Conrad que, en cas de trobar la casa destruïda, l'enviarà al reformatori. Així es queden avorrits amb la seva despistada mainadera obesa i vella, la senyora Kwan (Amy Hill); fins i tot coneixen a un gat gegant, estrafolari, que parla i va amb un barret màgic (Mike Myers), a qui descobreixen a la seva pròpia casa i sense cap idea sobre ell. El Gat es presenta com l'ésser que els rescatarà de les seves vides sense diversió, a través de diversos trucs i actuacions (no sense abans fer-los firmar un contracte). Els problemes comencen quan Lawrence, malintencionat cap als fills de Joan, sospita alguna cosa dels germans, i quan Nevil, la mascota de la casa, s'escapa, presentant l'excusa perfecta per a Lawrence de demostrar la irresponsabilitat de Conrad i fins i tot, de Sally, i així aconseguir el que vol, atrapant al gos i portant-lo a la feina de Joan.

## Repartiment

### Veus originals
- Mike Myers: El gat
- Dakota Fanning: Sally
- Kelly Preston: Joan Walden, mare de Conrad i Sally
- Spencer Breslin: Conrad
- Alec Baldwin: Lawrence Quinn
- Amy Hill: Madame Kwan
- Sean Hayes: El peix

### Veus doblades
- José Javier Serrano: El gat
- Núria Domènech: Sally
- Marta Barbara: Joan Walden, mare de Conrad i Sally
- Álex de Porrata: Conrad
- Joaquim Díaz: Lawrence Quinn
- Marta Martorell: Madame Kwan
- Jordi Vilaseca: El peix

## Taquilla i crítiques
La pel·lícula va recaptar més de 40 milions de dòlars en la seva primera setmana d'estrena, als EUA i es va situar com la primera a la taquilla amb només tres dies de la seva estrena, tot i que en altres parts del món no va tenir igual acollida.
La pel·lícula va ser rebutjada per la crítica, a causa de l'exagerat contingut estilístic del color, adjuntat a una versió més vulgar i curta de la trama del llibre infantil. El cameo de Paris Hilton i el caràcter satíric del guió van fer que la pel·lícula es mereixés el Premi Golden Raspberry a la "Pitjor excusa per a una pel·lícula moderna-Tot concepte/Sense contingut".